# Albano Salem

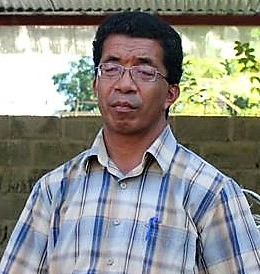
Albano Salem (2013)

Albano Salem ist ein osttimoresischer Politiker und Beamter.

## Werdegang
Salem war zuvor als Nationaldirektor für Berufsausbildung (DNAFOP) im Bildungsministerium tätig, als er am 26. Juli 2005 zum Staatssekretär mit Sitz in Oe-Cusse Ambeno (Secretário de Estado residente em Oecussi) in der I. Regierung Osttimors ernannt wurde. Das Amt hatte er bis zum 19. Mai 2007 inne. Am 19. Mai 2007 trat die III. Regierung Osttimors unter Premierminister Estanislau da Silva ihr Amt an. Zwar erhielt Salem tags zuvor erneut die Ernennung zum Staatssekretär für Oe-Cusse Ambeno durch Präsident Xanana Gusmão, in der offiziellen Kabinettsliste der nur wenige Monate bis zu den regulären Wahlen 2007 bestehenden Regierung fehlt er aber, ebenso wie sein Amt. Mit den Wahlen gab es einen Machtwechsel.
Salem kehrte auf den Posten als Nationaldirektor für Berufsausbildung zurück. Später folgte die Beförderung zum Generaldirektor für Sekundar- und Berufsbildung im Bildungsministerium. Am 14. Mai 2019 wurde Salem Nationaldirektor für den Zivilschutz (DNPS) im Innenministerium.